# Margarida Maria Alacoque
Margarida Maria Alacoque (Verosvres, 22 de juliol de 1647 - Paray-le-Monial, 17 d'octubre de 1690) va ser una monja i mística francesa, de l'Orde de la Visitació. Va promoure la devoció al Sagrat Cor de Jesús, juntament amb sant Joan Eudes. És venerada com a santa per l'Església catòlica.

## Biografia

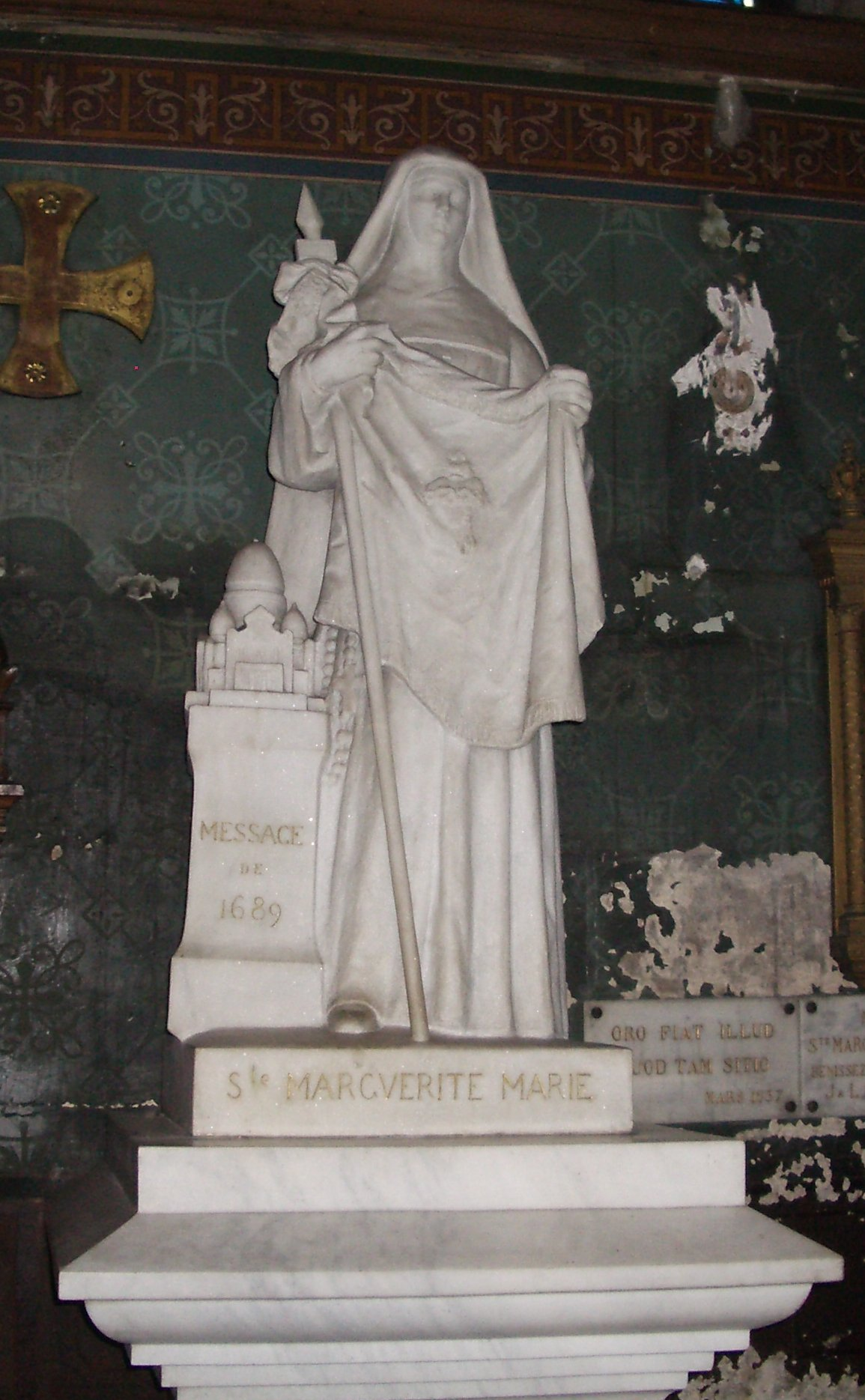
Estàtua a St-Augustin (París)

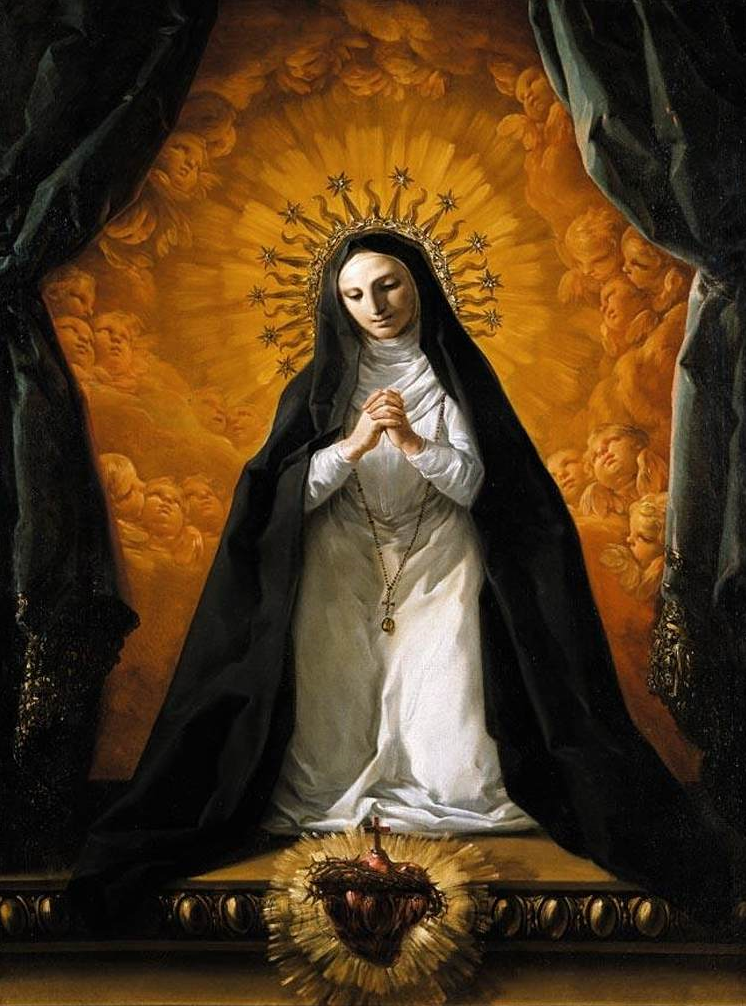
La santa contemplant el Sagrat Cor, per Corrado Giacquinto, 1765

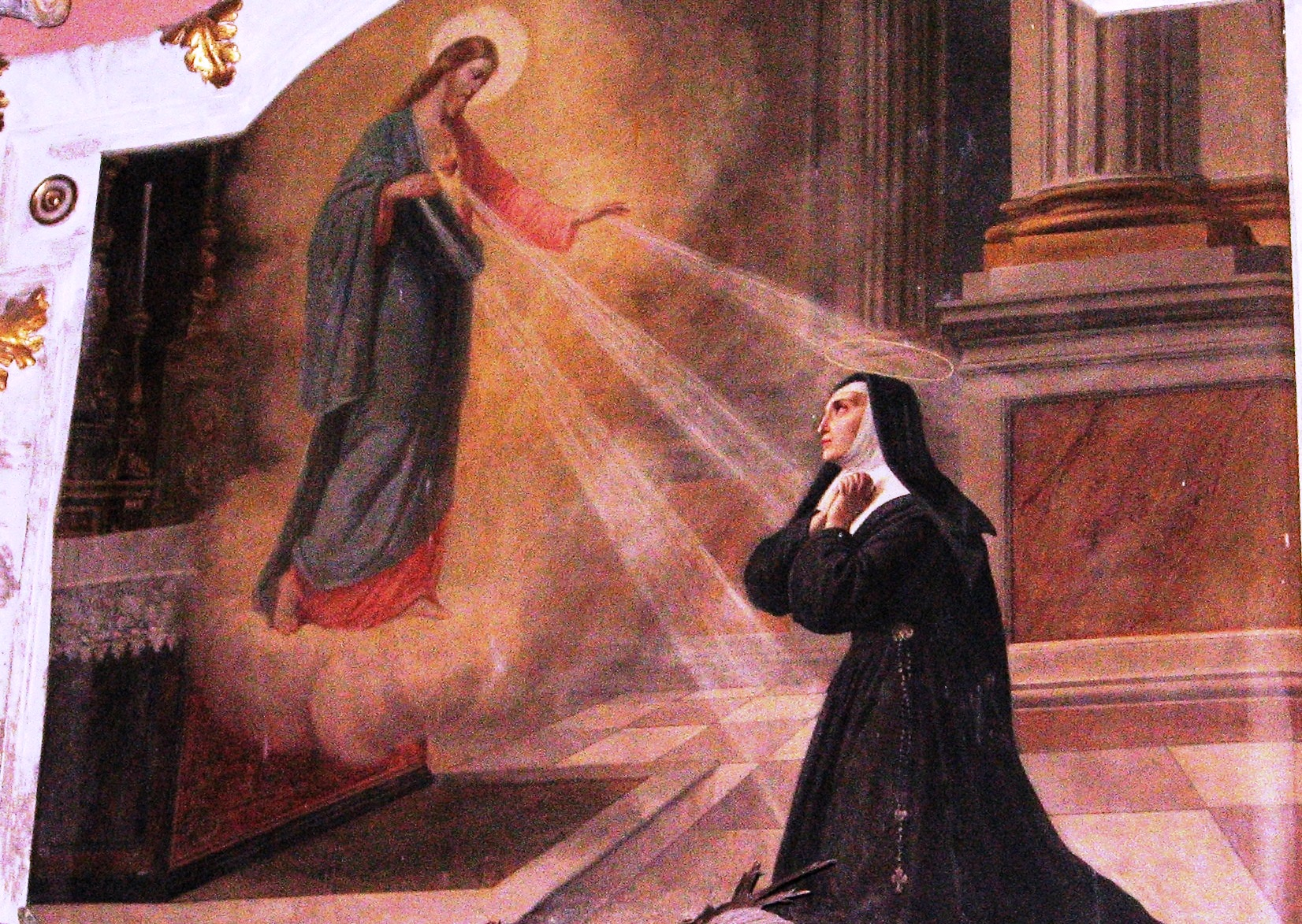
Aparició a la santa del Cor de Jesús, per Rodolfo Morgari, s. XIX (Cortemillia, S. Michele)

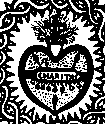
Dibuix del Sagrat Cor de Jesús fet per Margarida Alacoque

Marguerite Alacoque va néixer a L'Hautecourt, prop de Verosvres (departament de Saona i Loira), a la Borgonya, el 22 de juliol de 1647. Era la darrera dels cinc fills del notari Claude Alacoque i de Philiberte Lamyn. Ja de petita va demostrar gran devoció i religiositat; als quatre anys, quan encara no podia entendre què volia dir, va fer vot de virginitat. Als vuit anys va quedar òrfena de pare i va ser enviada a un col·legi de clarisses.
El 1661 va dir que se li aparegué la Mare de Déu. Als 22 anys va rebre la confirmació i ajuntà al seu nom el de Maria. Malgrat l'oposició de la seva mare, va voler seguir la vida religiosa i ingressà a la nova Orde de la Visitació.

### Paray-le-Monial
Al monestir de la Visitació de Paray-le-Monial, entre Dijon i Lió, Margarida Maria va tenir un seguit d'aparicions de Crist, en carn i ossos: la primera va ser el 27 de desembre de 1673. La visionària deia que Crist li va dir que estengués la devoció al seu Sagrat Cor, ultratjat llavors pels pecats de la humanitat i font de l'amor seu envers ella. Aquesta revelació va ser coneguda com "les grans revelacions del Sagrat Cor de Jesús". Durant 17 anys, Margarida va tenir visions durant les quals mantenia "col·loquies" amb Crist, que l'anomenava "deixeble predilecta" i li ensenyava "la ciència de l'amor".
Al llarg de la seva vida, la monja hagué de suportar la incomprensió per part de les autoritats eclesiàstiques i de la mateixa comunitat del monestir, que dubtaven de l'autenticitat d'aquestes visions i que van fer que ella mateixa en dubtés. A partir del moment que troba el jesuïta Claude La Colombière, que esdevé el seu director espiritual, Margarida recupera la confiança en si mateixa. Convençut de la sinceritat de la monja, va defensar-la davant les autoritats, arriscant el seu prestigi de religiós prudent.
Inspirada per Crist, Margarida va establir la pràctica de l'Hora Santa, pregària que feia ajaguda bocaterrosa, entre les onze de la nit i la mitjanit de cada primer dijous de mes, simbolitzant la tristesa mortal que havia hagut de suportar Crist en ésser abandonat a la seva agonia pels apòstols. També Crist li hauria dit que la festa del Sagrat Cor havia de ser el divendres següent a l'octava del dia de Corpus Christi.
Va ser nomenada mestre de novícies. Quan va morir, el 16 d'octubre de 1690, dues de les seves deixebles van redactar una Vida de sor Margarida Maria Alacoque. A més, ella mateixa havia deixat escrita una obra autobiogràfica on explicava el seu trajecte espiritual i les seves aparicions.

## Veneració
Les seves restes són a la capella de l'antic monestir de Paray-le-Monial. La causa diocesana de beatificació es va obrir el 15 d'octubre de 1714. Va ser molt lenta, degut a la discussió sobre la naturalesa de les seves visions. El 30 de març de 1824, Lleó XII la proclama venerable i el 18 de setembre de 1864, Pius IX la declara beata. La canonització arribà el 13 de maig de 1920, de mans de Benet XV. La seva festivitat és el 16 d'octubre, i la festa del Sagrat Cor es fa el divendres següent al segon diumenge de després de la Pentecosta.